# Ясеновка (Черниговская область)
Ясеновка (укр. Ясенівка) — посёлок, Городнянский городской совет, Городнянский район, Черниговская область, Украина.
Код КОАТУУ — 7421410104. Население по переписи 2001 года составляло 117 человек .

## Географическое положение
Посёлок Ясеновка находится на расстоянии в 1 км от села Бутовка и в 1,5 км от села Вокзал-Городня.
Рядом проходят автомобильная дорога Р-13 и
железная дорога, станция Городня в 2-х км.

## История
- 1978 год — дата основания.